# 锺勉
锺勉（1963年5月—），男，汉族，四川犍为人，中华人民共和国政治人物，四川财经学院（今西南财经大学）政治经济学专业本科毕业，西南财经大学政治经济学系政治经济学专业在职硕士研究生、经济学院社会主义市场经济研究专业在职博士研究生学历。

## 生平
锺勉1983年5月加入中国共产党。1984年7月参加工作。

### 任职川滇
历任四川省国家资产管理局政策法规处处长，中共四川省委办公厅副处级秘书、正处级秘书 （曾为时任四川省长宋宝瑞秘书），中共峨眉山市委书记，中共乐山市委常委、市委副书记、常务副市长，四川省旅游局局长，中共资阳市委书记、市人大常委会主任。2007年2月，任中共四川省委秘书长、省委办公厅主任、省直机关工委书记。2007年5月，当选中共四川省委常委。2008年1月，任四川省人民政府副省长。
2015年4月，调任中共云南省委副书记。

### 调任贵州
2016年10月24日至26日，钟勉以中共云南省委副书记的身份赴怒江傈僳族自治州调研扶贫。此后五十多天，他再未露面。直到12月17日，贵州新闻联播报道当天贵州省委召开常委会议，报道画面显示钟勉出席会议，就座于贵州省副省长陈鸣明右侧，由此显示其已不再担任中共云南省委副书记，转到贵州任职。12月23日，中共云南省委12名常委出炉，钟勉不在其中。2017年1月5日，贵州省人民政府发布消息，钟勉被任命为贵州省副省长，在8名副省长中位列第3，排在中共贵州省委常委、常务副省长秦如培，中共贵州省委常委、副省长慕德贵之后，副省长刘远坤之前。人民日报客户端刊文标题为《能上能下！钟勉任贵州省副省长此前系云南省委副书记》。

### 返回四川
2018年1月，辞去贵州省副省长职务，被增补为四川省政协委员并任四川省政协副主席。